# Nuevos movimientos religiosos
Los nuevos movimientos religiosos (NMR) son comunidades religiosas o grupos éticos, espirituales o filosóficos, muchos de ellos surgidos en las últimas décadas, que tienen un lugar periférico dentro de la cultura religiosa dominante. Los nuevos movimientos religiosos pueden ser nuevos en origen o pueden ser parte de una religión más amplia, en cuyo caso serán distintos de aquella denominación religiosa preexistente. Varios autores y científicos sociales actualmente se adscriben a esta nueva definición como una alternativa neutral a la palabra «secta», que a menudo es despectiva. Otros usan ambos términos como sinónimos.
La sociología continúa tratando de llegar a definiciones y fijar límites.
Los nuevos movimientos religiosos incluyen una amplia gama de movimientos que van desde aquellos con afiliaciones libres —sobre la base de nuevos enfoques de espiritualidad o religión— o comunitarias que exigen una cantidad considerable de conformidad con el grupo y una identidad social que distingue a sus seguidores de las demás corrientes de la sociedad. El uso del término no es universalmente aceptado por los grupos a los que se aplica.
Los nuevos movimientos religiosos no necesariamente comparten un conjunto de atributos particulares, sino que han sido «asignados a la periferia de la cultura religiosa dominante» y «existen en un espacio relativamente impugnado dentro de la sociedad en su conjunto».

## Definiciones
Aunque no existe un criterio o conjunto de criterios riguroso para determinar si un grupo es un nuevo movimiento religioso, el uso del término por lo general requiere que el grupo sea tanto «de origen reciente» como «diferente de las religiones existentes». Algunos académicos[¿quién?] también tienen un enfoque más restringido respecto a lo que se considera "diferente de las religiones existentes". Para ellos, la "diferencia" se aplica a una fe que, si bien puede ser vista como parte de una religión ya existente, se reúne en torno al rechazo a aquella religión por no compartir el mismo credo básico o bien se declara independiente de la religión existente. Otros estudiosos expanden su medición de la diferencia, teniendo en cuenta los nuevos movimientos religiosos que, sacados de su contexto cultural tradicional, aparecen en lugares nuevos, incluso en formas modificadas.[cita requerida]
Los nuevos movimientos religiosos varían en términos de liderazgo, autoridad, conceptos de individuo, de familia y de género; enseñanzas religiosas, estructuras organizacionales; etc Estas variaciones han presentado un desafío para los científicos sociales en sus intentos de formular un conjunto amplio y claro de criterios para la clasificación de los nuevos movimientos religiosos.
En 2006, J. Gordon Melton ―director ejecutivo del Instituto para el Estudio de las Religiones Estadounidenses de la Universidad de California en Santa Bárbara― dijo al New York Times que cada año en Estados Unidos surgen entre 40 y 45 nuevos movimientos religiosos.
En general, las denominaciones cristianas que son parte aceptada de la corriente principal del cristianismo, no son vistos como nuevos movimientos religiosos, sin embargo, los mormones, los testigos de Jehová, la Iglesia de la Ciencia Cristiana, los adventistas y los cuáqueros, han sido estudiados como nuevos movimientos religiosos
Tanto la Iglesia católica, la Iglesia ortodoxa, como las iglesias evangélicas, catalogan a estos grupos en el concepto peyorativo «secta», debido a las divergencias teológicas respecto a lo que consideran es la ortodoxia cristiana.

## Terminología
El estudio de las «nuevas religiones» surgió en Japón después de un aumento de la innovación religiosa a raíz de la Segunda Guerra Mundial. «Nuevas religiones» es una traducción palabra por palabra del término japonés shinshūkyō, que los sociólogos japoneses acuñaron para referirse a este fenómeno. Este término, entre otros, fue adoptado por los estudiosos occidentales como una alternativa a la palabra «secta». El concepto moderno de «secta» había surgido en la década de 1890, pero en los años setenta ya había adquirido una connotación peyorativa, y posteriormente fue utilizado indiscriminadamente por laicos críticos para desacreditar grupos cuyas doctrinas les era opuesta. En consecuencia, los estudiosos tales como Eileen Barker, James T. Richardson, Timothy Miller y Catherine Wessinger argumentaron que el término «secta» se había vuelto demasiado cargado de connotaciones negativas, y «abogaron por dejarla en desuso en el ámbito académico».
En su lugar, especialmente en la sociología de la religión, pero también en estudios religiosos, los estudiosos de hoy usan la expresión «nuevo movimiento religioso». Pero algunos todavía conservan el término «secta» (o mejor «secta destructiva») para referirse a los grupos que son extremadamente manipuladores y explotadores.
Hay una serie de alternativas al término nuevos movimientos religiosos que son usados por los estudiosos, como: movimientos religiosos alternativos (Miller), religiones emergentes (Ellwood) y movimientos religiosos marginales (Harper y Le Beau).

## Estudios de las nuevas religiones
Los estudios interdisciplinarios de las nuevas religiones surgieron como disciplina en los años setenta
El término fue acuñado por J. Gordon Melton en un documento de 1999 presentado en la conferencia CESNUR en Bryn Athyn (estado de Pensilvania).
David G. Bromley utilizó esta perspectiva en un artículo publicado en Nova Religio. y más tarde como editor del Teaching New Religious Movements en el Teaching Religious Studies Series de la Academia Estadounidense de Religión. El término ha sido utilizado por los académicos James R. Lewis y Jean-François Mayer. El estudio se basa en las disciplinas de la antropología, Psiquiatría, Historia, Psicología, Sociología, los estudios religiosos y la teología. name='Teaching

## Movimientos carismáticos
Los nuevos movimientos religiosos basados en el liderazgo carismático a menudo siguen el modelo de la rutinización del carisma, según lo describió el sociólogo alemán Max Weber.
En su libro Teoría de la religión, Rodney Stark y William Sims Bainbridge proponen que la formación de las "sectas" puede ser explicada a través de una combinación de cuatro modelos:
- El modelo psicopatológico: el fundador de la secta sufre de problemas psicológicos, y desarrolla la secta con el fin de resolver estos problemas, como una forma de autoterapia.
- El modelo empresarial: el fundador de la secta actúa como un empresario, tratando de desarrollar una religión que él piensa que va a ser más atractiva para los potenciales reclutas, a menudo en función de sus experiencias dentro de otras sectas religiosas anteriores a las que él ha pertenecido.
- El modelo social: la secta se forma a través de una implosión social, en la que los miembros de la secta reducen drásticamente la intensidad de sus vínculos emocionales con los no miembros de la secta, y aumentar drásticamente la intensidad de los vínculos con otros miembros de la secta. Esta situación emocionalmente intensa, naturalmente, favorece la formación de un sistema de creencias y rituales compartidos.
- El modelo normal de revelaciones: la secta se forma cuando el fundador decide interpretar como sobrenaturales fenómenos netamente naturales, así como también por atribuir su creatividad propia al desarrollar el culto a la deidad.

## Afiliación
De acuerdo con Marc Galanter, profesor de Psiquiatría de la Universidad de Nueva York, las razones típicas por qué la gente se une a las sectas incluye la búsqueda de comunidad y una búsqueda espiritual. Los sociólogos Stark y Bainbridge, al discutir el proceso por el cual los individuos se unen a los nuevos grupos religiosos, incluso han cuestionado la utilidad del concepto de conversión, lo que sugiere que la afiliación es un concepto más útil.
Jeffrey Hadden resume en su conferencia titulada «¿Por qué las personas se unen a los nuevos movimientos religiosos?» (una conferencia en una serie relacionada con la sociología de los nuevos movimientos religiosos):
- La pertenencia a grupos es una actividad humana natural;
- Las personas pertenecen a grupos religiosos para esencialmente los mismos motivos que pertenecen a otros grupos;
- La conversión se entiende generalmente como una experiencia cargada de emociones que conduce a una reorganización radical de la vida del converso;
- La conversión varía enormemente en función de la intensidad de la experiencia y el grado en que lo que realmente altera la vida de la conversión;
- La conversión es una, pero no la única razón por la que las personas se unen a los grupos religiosos;
- Los científicos sociales han ofrecido varias teorías para explicar por qué las personas se unen a grupos religiosos;
- La mayoría de estas explicaciones podrían aplicarse igualmente a explicar por qué las personas se unen muchos otros tipos de grupos;
- Ninguna teoría puede explicar todas las uniones o conversiones;
- Lo que todas estas teorías tienen en común es la idea de que la unión o la conversión es un proceso natural.

## Desafiliación
Hay al menos tres formas en que se dejan los nuevos movimientos religiosos:

1. por propia decisión
2. a través de la expulsión
3. a través de la intervención (asesoramiento de salida, desprogramación)[23][24]

Según Eileen Barker, la mayor preocupación del daño potencial se refiere a los seguidores más dedicados y centrales de un nuevo movimiento religioso. Barker menciona que algunos exmiembros no pueden tomar nuevas iniciativas aun bastante tiempo después de la desafiliación del nuevo movimiento religioso. En general, esto no se refiere a los muchos partidarios superficiales, de corta duración, o a los que dan soporte periférico al nuevo movimiento religioso.
Según Barret salirse puede ser difícil para algunos miembros y pueden incluir trauma psicológico. Las razones para este trauma pueden incluir: condicionamiento por parte del movimiento religioso, la evasión de la incertidumbre acerca de la vida y su significado, haber tenido fuertes experiencias religiosas, el amor por el fundador de la religión, inversión emocional, el miedo de perder la salvación, la vinculación con otros miembros; anticipación de la comprensión de que el tiempo, dinero y esfuerzos donados al grupo eran una pérdida, y la nueva libertad con sus correspondientes responsabilidades, especialmente para las personas que vivían en una comunidad.
Esas razones pueden impedir que un miembro pueda salirse incluso si el miembro se da cuenta de que algunas cosas en el manejo del nuevo movimiento religioso están equivocados. Según Kranenborg, en algunos grupos religiosos los miembros tienen todos sus contactos sociales dentro del grupo, lo que hace muy infeliz y traumática la desafiliación.
Según F. Derks y J. van der Lans, no hay un "trauma postsecta" uniforme de las personas que abandonan los nuevos movimientos religiosos. Mientras que los problemas psicológicos y sociales en caso de renuncia no son raros, su carácter e intensidad dependen en gran medida de la historia personal y en los rasgos de los exmiembros y en las razones y las vías de renuncia.
Los sociólogos Bromley y Hadden también señalan la falta de apoyo empírico a las afirmaciones de los opositores respecto a supuestas consecuencias de haber sido miembro de un RNM, la evidencia empírica sustancial es contraria. Esta incluye el hecho de que la inmensa mayoría de las personas que se involucran en los nuevos movimientos religiosos al salir, en no más de dos años la inmensa mayoría de las personas que abandonan lo hacen por su propia voluntad, y dos tercios (67 %) consideran haber «aprendido con la experiencia».

## NMR y medios de comunicación
Un artículo sobre la categorización de los nuevos movimientos religiosos en los medios impresos de Estados Unidos publicado por The Association for the Sociology of Religion (anteriormente la Catholic Sociological Society), critica a los medios impresos por no reconocer los esfuerzos de las ciencias sociales en el ámbito de los nuevos movimientos religiosos, y su tendencia a usar el término popular Secta y las listas de las organizaciones antisectas, en vez de la definición dada por el discernimiento científico-social, y afirma que «el fracaso de los medios impresos para reconocer los esfuerzos científico-sociales en la ámbito de las organizaciones de movimientos religiosos nos impulsa a añadir otra marca de falta en su boleta de reporte que Weiss (1985) ha construido para evaluar la presentación de los informes de los medios respecto a las ciencias sociales».

## Críticas
La crítica de algunos contra los nuevos movimientos religiosos, un subconjunto de los cuales han sido descritos a menudo por sus críticos como «sectas», ha sido un tema polémico con ambos lados a veces con epítetos tales como «grupo de odio» para describir al otro lado.
Antiguos miembros desafectados señalan que se trata de reparar los agravios percibidos o buscan exponer malas acciones percibidas, son, a su vez, cuestionadas en sus motivos. Ellos mismos han sido objeto de ataques por supuestamente utilizar métodos que se han caracterizado como polémicas, hostiles y abusivas, tanto verbalmente como emocionalmente. La Iglesia de la Cienciología, por ejemplo, usa la práctica de investigar a sus críticos y dar a conocer todos sus crímenes o faltas de su pasados, a menudo incluso faltas sin demostrar.
Los críticos, tanto los que son exmiembros y quienes no lo son, han tenido su carácter y credibilidad sometido a juicio político. El presidente del CESNUR, Massimo Introvigne, escribe en su artículo «Tantas maldades: terrorismo antisecta a través de Internet» que la línea extrema del activismo antisecta recurre a tácticas que pueden crear un ambiente favorable a las manifestaciones extremas de discriminación y odio contra las personas que pertenecen a los nuevos movimientos religiosos.

## Ejemplos
Los nuevos movimientos religiosos son diversos en sus creencias, prácticas, organización, y su aceptación social. Irving Hexham y Karla Poewe en consecuencia, han propuesto que existen nuevos movimientos religiosos, especialmente aquellos que han ganado adeptos en varios países, lo que puede entenderse como la formación de subculturas globales.
En general, el número de personas que se han afiliado con los nuevos movimientos religiosos en todo el mundo es pequeño si se compara con las religiones principales del mundo. Sin embargo, los estudiosos de nuevos movimientos religiosos en Occidente han señalado la importancia creciente del sincretismo religioso, donde los partidarios nominales las religiones oficiales adoptan elementos de importación, como las técnicas de meditación budistas, los métodos hindúes de yoga o los modelos visuales del New Age. Un ejemplo es el cristianismo celta contemporáneo en países como Irlanda.
La diversidad de los nuevos movimientos religiosos también ha visto el surgimiento de diferentes grupos en África, Japón y Melanesia. En África, David Barrett ha documentado la aparición de 6000 nuevas iglesias autóctonas desde finales de 1960. En Japón una serie de nuevos movimientos religiosos basados en la revitalizada creencia Shinto, así como los grupos neobudistas y de nueva era, que surgieron en el siglo XIX durante la era Meiji, y otros en las postrimerías de la Segunda Guerra Mundial.
Alrededor de un veinticinco por ciento de las distintas culturas del mundo se encuentran en Melanesia, que abarca las naciones insulares de Papúa Nueva Guinea, las Islas Salomón, Vanuatu y Fiji. Fue aquí que los fenómenos de las sectas se percibió por primera vez por antropólogos y estudiosos de estudios religiosos. Estas sectas se interpretan como nuevos movimientos religiosos indígenas que han surgido en respuesta a los cambios culturales coloniales y post-coloniales, entre ellos el influjo de la modernización y el consumismo capitalista.
En el momento de su fundación, las tradiciones religiosas consideradas hoy como «establecidas» o «corrientes principales» fueron vistos como «nuevos movimientos religiosos». Por ejemplo, el judaísmo se opuso a los cristianos y dentro de la cultura romana eran vistos como sacrilegio hacia las doctrinas existentes. Del mismo modo, el cristianismo protestante fue visto originalmente como un nuevo movimiento religioso de desarrollo separatista.
De la misma manera, algunas de las religiones contemporáneas naturalistas (naturalismo) han evolucionado a partir del cristianismo tradicional y el judaísmo a través de la teología del proceso o el uso del término «Dios» como una metáfora. Otros han surgido a través de una perspectiva científica dominante o por la rebelión atea a las creencias establecidas de su cultura. Otros más han agregado un ingrediente religioso a su pensamiento humanista. La mayoría de ellos han visto los aspectos rituales / espiritual de la práctica religiosa como necesarias para una amplia adopción por muchas personas. Ejemplos de ello son el naturalismo religioso, el panteísmo científico, el humanismo religioso y algunos unitarios liberales, cuáqueros, rastafaris etc.
El cibersectarismo es una nueva forma de organización que implica: 

Grupos pequeños altamente dispersos de profesionales que pueden haber quedado en gran parte anónimos en el contexto social más amplio y operan en relativo secreto, mientras que aún siguen remotamente vinculados a una red más amplia de creyentes que comparten un conjunto de prácticas y textos, y a menudo una común devoción a un líder en particular. Los partidarios de ultramar proporcionan fondos y apoyo. Los profesionales nacionales distribuyen folletos, participan en actos de resistencia y compartir información sobre la situación interna con el exterior. Colectivamente, los miembros y los profesionales de tales grupos construyen comunidades virtuales viables de fe, el intercambio de testimonios personales y la participación en el estudio colectivo a través de correo electrónico, en línea y salas de chat basadas en la web de mensajes.
Patricia M. Thornton